# Carina Klaus-Sternwieser
Carina Klaus-Sternwieser (* 7. März 2005) ist eine österreichische Judoka und dreifache österreichische Judo-Staatsmeisterin bis 52 kg. Seit 2021 trägt sie den 1. Dan.

## Biografie
Carina Klaus-Sternwieser begann mit fünf ihre Judolaufbahn beim ASKÖ Reichraming in Oberösterreich. Nach Abschluss der Sekundarstufe I wechselte sie in das BORG für Leistungssport in Linz. Für ihren Erfolg bei der Judo Staatsmeisterschaft 2020 wurde sie vom Talentezentrum Oberösterreich als „Rookie of the year 2020/21“ ausgezeichnet.
2022 konnte sie sich durch zwei 7. Plätze bei Europacups (Teplice und Bielsko-Biala) für die U18 EM in Poreč qualifizieren. Sie gewann bei diesem Event einen Kampf.
Klaus-Stermwieser schaffte es im Jahr 2022 die Österreichische Meisterschaft in den Altersklassen U18, U21, U23 und AK für sich zu entscheiden.
2023 gelange es Klaus-Stermwieser sich drei Mal bei Junioren Europacups zu platzieren. Dadurch qualifizierte sie sich für die EM U21 und WM U21. Bei der Juniorenweltmeisterschaft gewann sie zwei Matches und verlor im Kampf um Platz 3 gegen Lea Beres.
Sie sammelte 591 Punkte im IJF Olympia Ranking und qualifizierte sich mit Rang 65 in ihrer Gewichtsklasse nicht für die Sommerspiele in Paris.

## Mannschaft
Seit 2022 kämpft sie mit ihrem Verein in der Frauen Judo Bundesliga. Im ersten Jahr erreichte das Team den 6. Platz und in der darauffolgenden Saison erreichte das Team das Final Four.

## Größte Erfolge (Auswahl)

### Staatsmeisterschaften
- 2020 Oberwart: 1. Platz[20]
- 2021 Straßwalchen: 3. Platz[21]
- 2022 Weiz: 1. Platz[22][23]
- 2023 Eferding: 1. Platz[24]

### Europacup
- 2022 Koper U18: 3. Platz[25]
- 2023 Lignano U21: 3. Platz[26]
- 2023 Birmingham U21: 3. Platz[27]
- 2023 Graz U21: 3. Platz
- 2024 Graz U21: 1. Platz

## Auszeichnungen
- Volksblatt Top Talent 2021 - 3. Platz[28]
- Spitzensportler/innen des Jahres - Rookie of the year 2020/21[29]